# 邁尼斯貝格

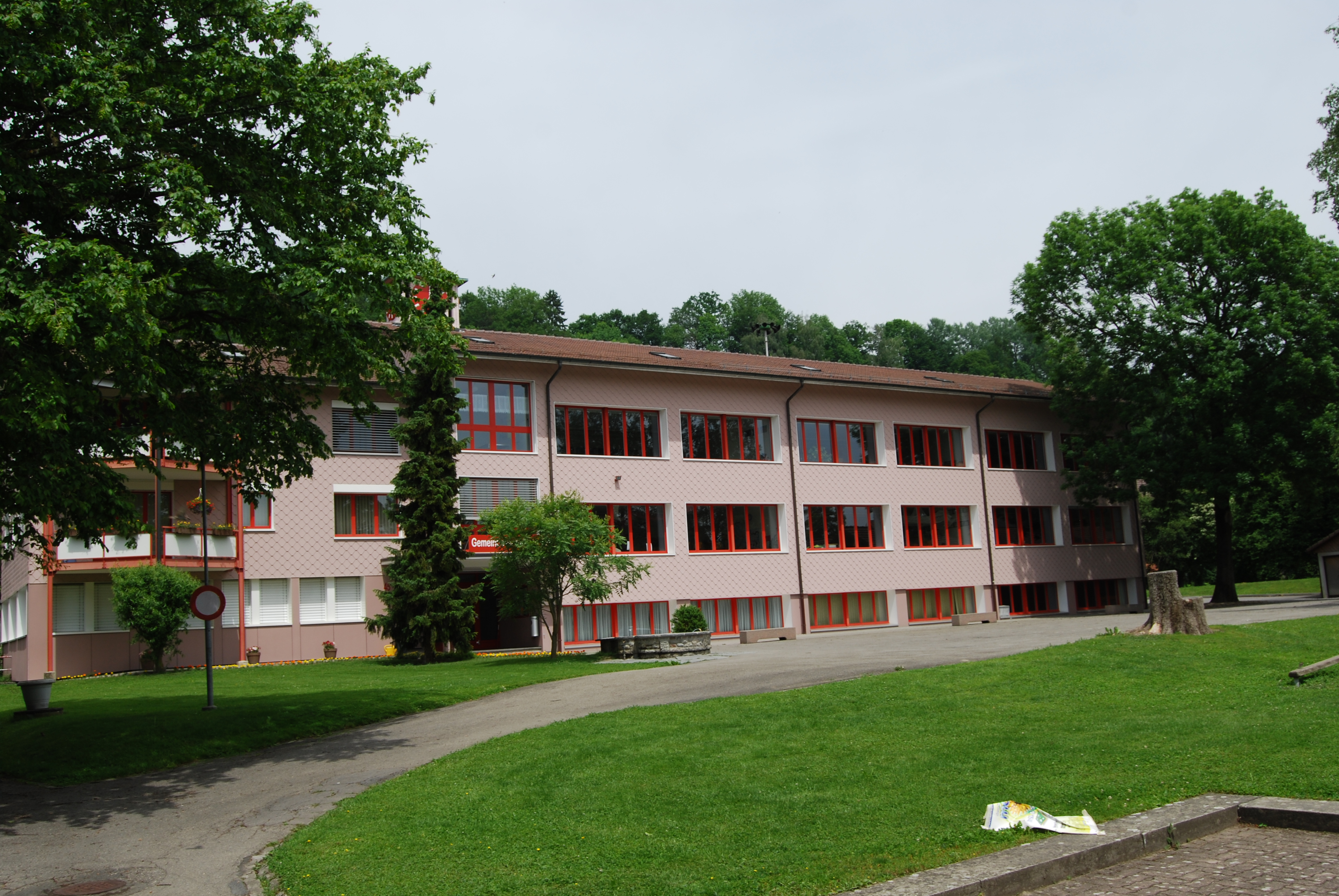

邁尼斯貝格是瑞士的城鎮，位於該國中西部，由伯恩州負責管轄，面積4.42平方公里，海拔高度445米，2011年人口1,296，七成人口信奉基督教，人口密度每平方公里293人。